# Wakuy
Ne doit pas être confondu avec Ouakuy.
Wakuy est une commune située dans le département de Bondokuy de la province du Mouhoun au Burkina Faso.

## Éducation et santé
La commune accueille un centre de santé et de promotion sociale (CSPS).